# Fliegergruppe Wien
Die Fliegergruppe Wien (FGW) im Österreichischen Aeroclub ist ein eingetragener gemeinnütziger Flugverein mit Sitz am Flugplatz Bad Vöslau.

## Entstehung
Die Fliegergruppe Wien wurde 1952 von Robert Elias, Oskar Reichel – Erlenhorst, Peter Nuel, Paul Ossenkopf, Ignaz Petertil und Friedrich Truley gegründet und war einer der ersten Vereine nach dem Zweiten Weltkrieg, die die Fliegerei in Österreich wieder aufbauten und seither Piloten ausbildet.
1954 wurden die ersten Flugzeuge angeschafft, die am Flugfeld Aspern untergebracht waren. In diesem Jahr wurden auch Schweizer Motorflugscheine erworben werden, da es in Österreich noch keine Möglichkeit gab. 1977 übersiedelte die Fliegergruppe nach Wien-Schwechat, 1999 nach Wiener Neustadt und 2002 nach Bad Vöslau.
1998 wurde eine Kooperation mit dem Hörfunksender Ö3 zur Verkehrsüberwachung geschlossen, die bis 2004 andauerte.

## Tätigkeiten und Ausbildungen

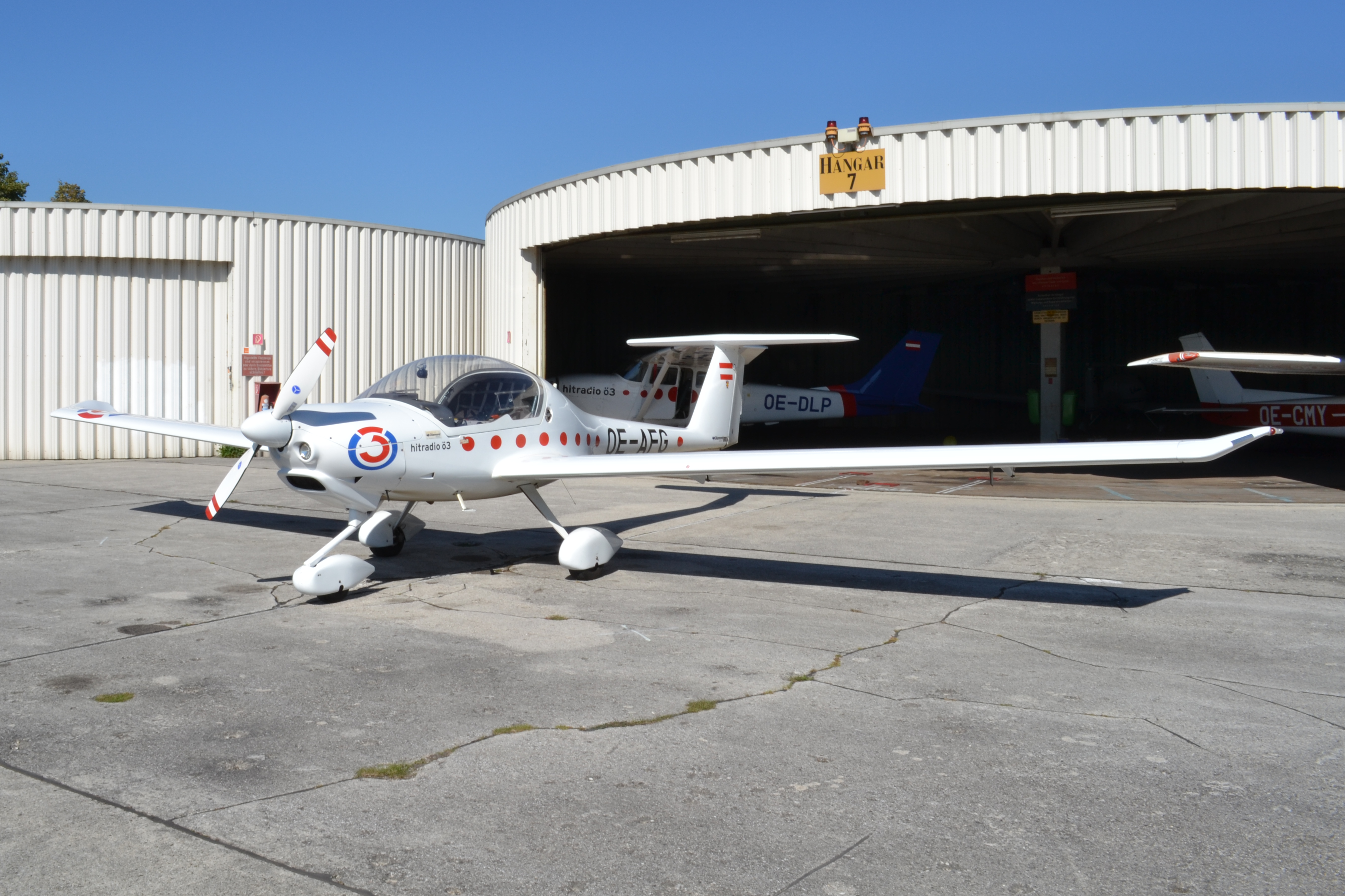
Diamond Aircraft Katana DV-20 OE-AFG

Vereinszweck ist der Betrieb und Unterhalt von Flugzeugen sowie die Förderung des Flugsports im Allgemeinen und die Ausbildung von Piloten.
Zur Absicherung der Ausbildungsmöglichkeiten wurde 2007 ein Übereinkommen mit der Steirischen Motorflugunion (FTO) abgeschlossen; 2009 wurde eine Kooperation mit dem Pilotenclub Wien (PCW) zur gegenseitigen Nutzung der jeweiligen Flugzeuge abgeschlossen, welche 2013 um die Motorflugunion Wien (MFU Wien) erweitert wurde.
Damit standen den Piloten der drei Vereine 15 Flugzeuge zur Verfügung.
Es wurde eine gemeinsame Schule mit Namen ‚3Fly’ gegründet, da durch die inkrafttretenden EASA-Regelungen der Schulbetrieb für einen einzelnen Verein erschwert bis unmöglich gemacht wurde.
Zu den Kapitänen, die aus der Fliegergruppe Wien hervorgegangen sind, zählen Robert Elias, Börge Frühwald, Helmut Hager, Hans Heider, Helmut Lorenz, Willi Menke, Manfred Pollak, Alfred Troner, Peter Schmidleitner, Jörg Stöckl, Hubert Wolf, Siegfried Lenz, Nikolaus Ivancic, Markus Klinger, Thomas Blaska, Blasius Sztuka und Martin Weinzettl.
Neben nachstehend angeführten Ausbildungsformen bietet die Fliegergruppe Wien für Interessierte auch Schnupperflüge und Rundflüge an.
Die angebotene Ausbildungen umfassen Privatpilotenlizenz PPL, Funkerzeugnisse, Language Proficiency Checks, Nachtflugberechtigung (NVFR) und Instrument Flight Rating (IFR).

## Obmänner und Präsidenten
Ab 1971 wurde der Titel des Vorsitzes von Obmann auf Präsident geändert:
- 1952: Obmann Oskar Reichel-Erlenhorst
- 1958: Obmann Wilfried Lachmann
- 1970: Obmann Erich Bruckmüller
- 1971: Präsident Hugo Hild
- 1983: Präsident Franz Stöger
- 1990: Präsident Robert Kubena
- 1998: Präsident Walter Bergmann
- Seit 2012: Präsident Gert Haussner

Im September 2021 wurde Gert Haussner österreichischer Bundesmeister im Kunstflug am Spitzerberg in der Kategorie "Sportsmen".

## Flugzeuge in der Halterschaft der Fliegergruppe Wien

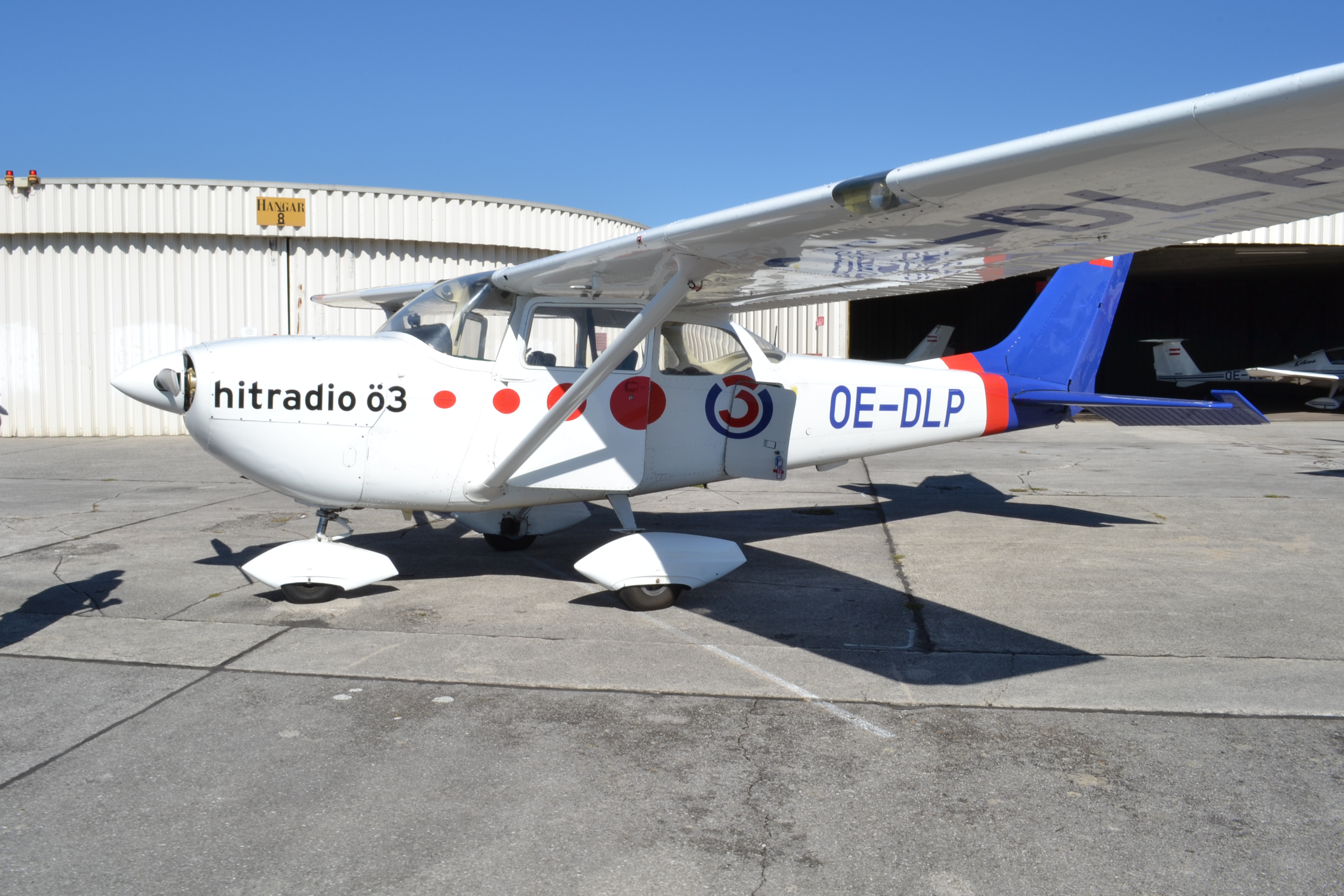
Reims FR-172 G Rocket

### Ehemalige Flugzeuge
- 1956–1964: Taylorcraft Auster Mk.V
- 1959–1964: Mraz M.1C Sokol
- 1959–1967: Grunau Baby II b
- 1959–1967: Mü.13E Bergfalke
- 1959–1976: Zsebo-Bohn Z-03b Ifjusag
- 1960–1971: Scheibe Spatz A
- 1963–1968: Aero-Jodel D.11A Club
- 1964–1975: Gardan GY-80-160 Horizon
- 1967–1980: Cessna 150C
- 1968–1978: Gardan GY-80-160 Horizon
- 1968–1995: Schempp-Hirth SHK.1
- 1977–1986: Cessna 182P Skylane
- 1985–1999: Cessna 210L Turbo Centurion
- 1990–1995: Reims/Cessna F150G
- 1999–2001: Bölkow BO.208C Junior

### Derzeitige Flugzeuge
- Seit 1974: Reims FR172G Rocket
- Seit 1994: HOAC DV-20 Katana